# 郭人健
郭人健（1917年—2020年），山西垣曲人，中华人民共和国政治人物。
郭人健早年参加中国共产党革命，中华人民共和国成立前在山西任中共垣曲县委组织部部长，1949年9月随中国人民解放军长江支队南下福建，参与对寿宁县的接管工作并担任首任县委书记。1952年3月调任中共福安地委民运部长、福建省委农村工作部副处长。1954年7月报名北赴东北地区参与中华人民共和国国家重点建设项目。离休后寓居河南郑州，2020年底病逝。